# Territorialprälatur Bananal
Die Territorialprälatur Bananal (lat.: Territorialis Praelatura Bananalensis) war eine in Brasilien gelegene römisch-katholische Territorialprälatur mit Sitz auf der Ilha do Bananal. 

## Geschichte
Die Territorialprälatur Bananal wurde am 4. Juli 1924 durch Papst Pius XI. aus Gebietsabtretungen des Bistums Porto Nacional errichtet und dem Erzbistum Mariana als Suffragan unterstellt. Am 18. November 1932 wurde die Territorialprälatur Bananal dem Erzbistum Goiás als Suffragan unterstellt. 
Die Territorialprälatur Bananal wurde am 25. März 1956 durch Papst Pius XII. mit der Apostolischen Konstitution Ne quid filiis aufgelöst und das Territorium wurde dem Bistum Goiás und der Territorialprälatur Cristalândia angegliedert.
Einziger Bischof war Cândido Bento Maria Penso OP.
Die Territorialprälatur war 100.000 km² groß. Im Jahre 1950 lebten im Gebiet der Territorialprälatur Bananal 120.000 Katholiken. Die Territorialprälatur war in sechs Pfarreien unterteilt und hatte elf Priester. 